# Гучленд (округ, Вірджинія)
Шаблон:StateAbbr_ 37°43′ пн. ш. 77°56′ зх. д. / 37.72° пн. ш. 77.93° зх. д.
Округ Гучленд (англ. Goochland County) — округ (графство) у штаті Вірджинія, США. Ідентифікатор округу 51075.

## Історія
Округ утворений 1727 року.

## Демографія
За даними перепису 2000 року загальне населення округу становило 16863 осіб, зокрема міського населення було 1140, а сільського — 15723. Серед мешканців округу чоловіків було 8494, а жінок — 8369. В окрузі було 6158 домогосподарств, 4712 родин, які мешкали в 6555 будинках. Середній розмір родини становив 2,88.
Віковий розподіл населення поданий у таблиці:
| Стать    | До 15 років | 15-21 | 22-29 | 30-39 | 40-49 | 50-65 | 65-85 | Понад 85 |
| -------- | ----------- | ----- | ----- | ----- | ----- | ----- | ----- | -------- |
| Чоловіки | 1556        | 623   | 718   | 1424  | 1549  | 1671  | 878   | 75       |
| Жінки    | 1398        | 496   | 600   | 1415  | 1570  | 1734  | 1013  | 143      |

## Суміжні округи
- Луїза — північ
- Гановер — північний схід
- Генрайко — схід
- Паугатен — південь
- Камберленд — південний захід
- Флуванна — захід

## Виноски
1. ↑  U.S. Decennial Census. United States Census Bureau. Архів оригіналу за 26 квітня 2015. Процитовано 2 січня 2014.
2. ↑  Historical Census Browser. University of Virginia Library. Архів оригіналу за 11 серпня 2012. Процитовано 2 січня 2014.
3. ↑  Population of Counties by Decennial Census: 1900 to 1990. United States Census Bureau. Архів оригіналу за 15 грудня 2013. Процитовано 2 січня 2014.
4. ↑  Census 2000 PHC-T-4. Ranking Tables for Counties: 1990 and 2000 (PDF). United States Census Bureau. Архів оригіналу (PDF) за 18 грудня 2014. Процитовано 2 січня 2014.
5. ↑  State & County QuickFacts. United States Census Bureau. Архів оригіналу за 7 червня 2011. Процитовано 2 січня 2014.(англ.) Наведено за англійською вікіпедією.
6. ↑  American FactFinder. Бюро перепису населення США. Архів оригіналу за 21 травня 2008. Процитовано 31 січня 2008.

| США | Це незавершена стаття з географії США. Ви можете допомогти проєкту, виправивши або дописавши її. |